# Kota (Uttar Pradesh)
Kota is een census town in het district Sonbhadra van de Indiase staat Uttar Pradesh. De plaats ligt bij de monding van de rivier de Kanhar in de Son.

## Demografie
Volgens de Indiase volkstelling van 2001 wonen er 13.544 mensen in Kota, waarvan 53% mannelijk en 47% vrouwelijk is. De plaats heeft een alfabetiseringsgraad van 82%.